# 평화를 만드는 여성회
1990년 8월에 일본 히로시마에서 개최된 ‘세계평화를 위한 국제회의’에 참석한 이우정 전 의원(창립총회 대표/이하 대표)에게 일본측의 제안으로 분단 이후 최초 남북여성의 만남이 성사되어 남북여성토론회 ‘아세아의 평화와 여성의 역할’이 1991년부터 1993년까지 네 차례에 걸쳐 동경, 서울, 평양에서 개최되었다. 여성들이 일궈 낸 평화로운 남북여성 교류라는 역사적인 의미가 있다.
- “아세아의 평화와 여성의 역할” 서울 토론회 자료집
- "아세아의 평화와 여성의 역할” 평양 토론회 자료집

이우정 대표는 “46년만에 처음으로 만나는 남북여성들의 모임이었음에도 불구하고 조금도 어색하지 않고 그저 반갑기만 했다. 우리는 동족으로서의 애틋한 정을 서로 숨기지 않았다. 이 때 저는 ‘우리는 절대로 나뉠 수 없는 동족이다’는 확신을 갖게 되었다. 북쪽의 자매들도 마찬가지의 느낌과 믿음을 가지게 되었을 것이라 생각한다”는 소감을 남겼다.
실행위의 발전적 해체 후 1997년 3월 28일에 “여성의 힘으로 민족의 평화와 통일을 실현하고 나아가 아시아와 전 세계의 평화를 만들어 가자”는 슬로건으로 평화를 만드는 여성회가 창립되었다.(1997.3.28. 평화를 만드는 여성회 창립대회 사진)

## 가치와 비전, 주요활동
평화를 만드는 여성회는 평화정신을 사회의 보편적 가치로 확산시키고, 사회 전반의 평화 행위 능력을 신장시키며, 생명중심의 평화문화를 일구어 나간다. 여성의 관점에서 민족통일을 위하여 민족공존을 위한 평화통일방안과 사회상을 모색하고, 아시아 지역의 평화를 위해서는 아시아의 평화를 위협하는 군국주의 부활을 경계하고 이를 저지하기 위한 범 아시아 여성연대망을 형성하며, 세계평화를 위해서는 핵전쟁을 포함한 모든 형태의 전쟁을 야기할 수 있는 정치, 군사적 행위와 다른 잠재적 폭력에 대한 감수성을 기르고 이를 저지할 국제적인 장치를 여성들의 손으로 만들어 간다.
1. 평화연구-통일문제연구, 평화문제연구
2. 평화교육사업-평화교육 실시, 평화지기단 운영
3. 평화, 통일을 위한 사회행동(남북여성교류와 토론회 개최, 방위비 삭감과 여성복지비 증 대를 위한 대정부 활동, 군축운동 등)
4. 대외협력사업
5. 홍보활동

## 여성평화걷기

###### 1. 의의 및 목적
‘여성의 힘으로 한반도와 아시아, 전세계에 평화를’
‘전쟁없는 한반도, 생명· 평화· 상생· 성평등의 한반도’
1991년과 1992년에 서울과 평양을 오가며 분단 최초로 비무장지대인 판문점을 남·북· 일 여성들이 걸었음을 기억하고 계승하는 것에 의의. 단장 여연구(해방정국에서 암살된 여운형의 딸로서 42년만에 수유리 묘소 참배) 등 분단 이후 최초로 북측 여성들이 남한 땅을 밟았던 역사를 기억하고 계승. 현존하는 가장 오래된 분단 상태인 한반도 분단을 극복하고, 더 이상의 전쟁이 없는 한 반도, 평화체제로의 전환 등을 목적으로 한다.
걷기를 통한 한반도 평화 실천행위로서의 의미를 가짐. 국내외 여성평화활동가들의 연대 확인,
- 1) 정전협정을 평화조약으로 대체
- 2) 이산가족의 재결합
- 3) 한반도의 군사적 긴장 완화
- 4) 전세계인들에게 무고한 시민에게 해를 끼치는 제재조치를 철회할 것을 호소
- 5) 여성과 소녀에 대한 전시 폭력 금지, 성노예 위안부 여성들을 위한 정의 바로 세우기
- 6) 방위비 삭감으로 시민복지, 환경보호 비용 확대
- 7) UNSCR1325에 의거하여 전세계의 평화구축 과정에서 여성의 리더쉽 확대

###### 2. 행사내용
- 1) 2015 WomenCrossDMZ

한반도 분단 70주년을 맞는 2015년, 평화와 군축을 위한 세계여성의 날인 5월 24일에 세계적인 평화운동가 글로리아 스타이넘, 노벨평화상 수상자 메어리드 맥과이어, 리마보위를 비롯한 16개국 여성평화운동가들이 한반도의 평화를 촉구하며 북에서 남으로 DMZ를 종단하였다(2015 평화걷기).
평화여성회 등 한국측 5개 단체 실행위는 이들의 평화걷기를 후원하였고, 5월 25일에는 서울에서 국제여성평화회의를 개최하였다. 당시 적지 않은 반북단체와 보수우익세력의 행사 방해가 있었다.
- 2) 2016 여성평화걷기

2016년 5월 28일, 토요일. 1,000 여 명의 시민이 임진각 인근 민통선 내 생태탐방로와 평화누리길 일부 구간(6km) 걷기(2016 평화걷기)
앞서 여성평화심포지엄은 5월 24일. 화요일에 프란치스코 회관 410호에서 개최됨(2016 여성평화심포지엄)
- 3) 2017 여성평화걷기

2017년 5월 27일, 토요일. 600 여 명의 시민 참여. 전쟁없는 한반도! 생명 평화 상생의 한반도를 기원, 임진각 평화누리 공원에서 집회 시작. 2개(전체코스 6.5km, 거북이코스 4km)의 평화걷기 코스 중 택1 걷기.(2017년 평화걷기)
여성평화심포지엄은 5월 24일. 수. 프란치스코 교육회관에서 150여 명이 참석한 가운데 라운드 테이블 형식으로 개최되었다(2017 여성평화심포지엄)
- 2018 평화평창 여성평화걷기

2018년 1월 15일부터 1월 19일까지 4박 5일의 일정으로, 동계올림픽의 남북공동 참여와 평화 분위기 조성을 위해 개최지인 평창에서부터 강릉-속초-고성 통일전망대까지 150 여 명의 여성들이 걷다.(2018 평화평창걷기 사진)  걷기 행사 중 북 콘서트, 라운드 테이블, 시네 토크 등 참가자 전원이 참여하는 방식의 토론회 개최
- 2018 국제여성평화걷기

427 판문점 선언 적극지지, 북미정상회담 성공 기원 여성평화걷기
2018년 5월 26일. 토요일 1,000 여 명의 평화시민이 통일대교 – 도라산 평화공원- 오두산 전망대 코스 걷기.(2018 국제여성평화걷기)
국제여성평화심포지엄은 5월 24일. 목요일에 국회도서관 지하 대강당에서 열렸으며, 한반도 평화무드 조성에 힘입어 ‘427 판문점 선언 이후 한반도 여성들이 만드는 평화’ 기조발제가 있었다(2018 국제여성평화심포지엄 사진)
- 2019년 이후 현재까지 여성평화걷기 - 경기여성단체들 주관으로 계속되고 있음.

###### 3. 여성평화걷기의 사회적 의의
가. 평화운동에서의 여성의 역할 : 왜 여성인가? 남성 중심의 정치/국제질서 하에서 벌어지는 전쟁, 갈등, 폭력사태를 여성주의적 생명 · 평화· 상생· 성평등의 패러다임으로 바꿀 필요가 있다. 여성의 힘으로 한반도와 아시아, 전세계 평화를! 이라는 슬로건으로 모든 폭력에 저항하고, 우리 안의 평화감수성을 키워 평화적 갈등해결 방식을 확산시키고자 한다.
나. 성평등과 평화구축의 관계 : 성평등한 한반도 평화 필수. 기존의 가부장제적이고 위계적인 질서는 지구상에 전쟁과 갈등, 폭력을 온존시키고 있음. 여성이 배제되고 소외되는 정치와 평화/통일논의는 무의미. 국방, 외교, 통일 정책분야에서 여성과 남성의 동수 배치 필수.UNSCR1325의 여성· 평화· 안보, 분쟁과 갈등해결에 있어 여성의 적극적 역할 필수. 남녀평등한 민족평화공동체 만들기.
다. 평화운동이 사회에 미치는 영향: 왜 평화인가? 평화는 밥이다. 평화는 오직 평화적 방법에 의해서만 이룰 수 있다. 모든 종류의 폭력과 차별에 반대. 군사주의 반대, 전쟁반대. 전세계 모든 공동체와 국가가 비폭력· 관용· 이해· 상호존중의 정신으로 하나되는 것.